# Hoveri
Hoveri kallades det arbete som fästebönder fick utföra åt sina godsägare.

## Danmark
Hoveri förekom i Danmark och de svenska landskap som tillhört Danmark. Ursprungligen hette detta arbete dagsverke och var huvuddelen av bondens ersättning för sin jordlott. Under medeltiden var omfattningen måttlig men när adeln ökade sina egendomar på 1500-talet ökade hoveriskyldigheten. När böndernas frihet minskade ökade hoveriskyldigheten så mycket att bönderna knappt kunde bruka sin egen jord. Förutom jordbruksarbete kom det att omfatta många andra sysslor. Godsens fogdar drev genom arbetet med våldsamma metoder som prygel och andra handgripligheter. Systemet började avvecklas under 1700-talet, men ännu 1784 förekom hoveriskyldighet i nästan 3/4 av Danmark. Därefter avvecklades systemet gradvis under 1800-talet.

## Sverige
I Sverige, där hoveriet förekom i Skåne, Blekinge och Halland, avlöstes dagsverksplikten 1759 av penning- eller naturaavgifter och försvann så gott som helt under 1800-talets senare del, och ersattes av statarsystemet. Officiellt reglerades dagsverksplikten dock först 1907, och avskaffades definitivt 1945.